# هنرهای چوبی

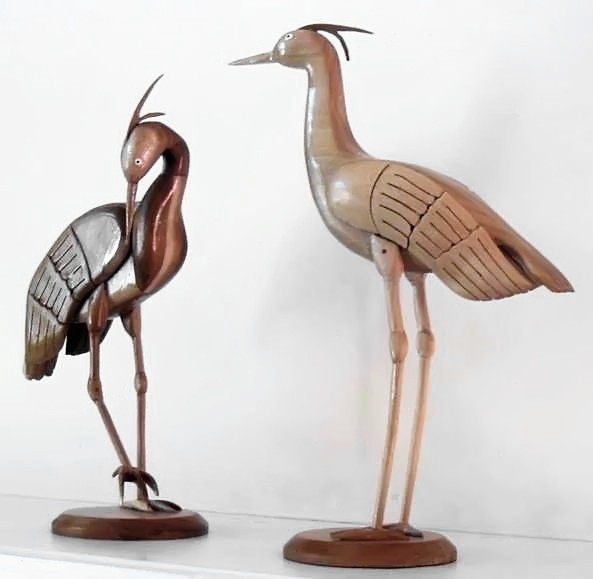
نمونه‌هایی از کار هنری با چوب

هنرهای چوبی یا کارهای چوبی شامل مهارت‌های ساخت وسایل کاربردی و هنری از چوب است. هنرهای چوبی را می‌توان به سه دسته درودگری (نجاری)؛ کنده‌کاری روی چوب؛ و ساخت کابینت و مبلمان با چوب تقسیم کرد. کنده‌کاری روی چوب خود زیربخش‌هایی دارد چون مُنَبَّـت‌کاری، مُعرّق‌کاری و خاتم‌کاری.
به‌طور تاریخی، هنرمندان این رشته‌ها بر چوب‌های بومی مناطق خود اتکا داشته‌اند، تا آنکه ترابری و تجارت، چوب‌های بیگانه را برای پیشه‌وران فراهم آورد.
چوب‌ها را می‌توان در سه نوع اصلی دسته‌بندی کرد: چوب سخت جنگلی که از درختان پهن‌برگ به دست می‌آیند، چوب نرم پرورشی که از مخروطیانِ غیر وحشی به دست می‌آیند، و فراورده‌های چوبی که ساختهٔ انسان است مانند تختهٔ چندلا و ام‌دی‌اف و جز اینها. معمولاً فراوری‌های چوبی مانند میز و صندلی را با استفاده از کُندهٔ سخت می‌سازند. سازندگان کابینت یا لوازم نصب‌کردنی از تخته‌چندلا و دیگر محصولات چوبی مصنوعی یا چوبی طبیعی ساختهٔ انسان استفاده می‌کنند.